# Sonapur
Sonapur là một thành phố và khu đô thị của quận Sonapur thuộc bang Orissa, Ấn Độ.

## Nhân khẩu
Theo điều tra dân số năm 2001 của Ấn Độ, Sonapur có dân số 17.535 người. Phái nam chiếm 53% tổng số dân và phái nữ chiếm 47%. Sonapur có tỷ lệ 74% biết đọc biết viết, cao hơn tỷ lệ trung bình toàn quốc là 59,5%: tỷ lệ cho phái nam là 82%, và tỷ lệ cho phái nữ là 65%. Tại Sonapur, 11% dân số nhỏ hơn 6 tuổi.